# Eclissi solare del 21 maggio 2031
L'eclissi solare del 21 maggio 2031 è un evento astronomico che avrà luogo il suddetto giorno attorno alle ore 7:16 UTC.